# Indigofera arrecta
Indigofera arrecta är en ärtväxtart som beskrevs av Achille Richard. Indigofera arrecta ingår i släktet indigosläktet, och familjen ärtväxter. Inga underarter finns listade i Catalogue of Life.